# 黄金の野郎ども
『黄金の野郎ども』（おうごんのやろうども）は、1967年12月23日に日活で製作された日本映画。江崎実生監督、石原裕次郎主演のアクション映画。

## キャスト
- 石原裕次郎 : 立原英次
- 二谷英明 : 清水
- 宍戸錠 : 三鬼鉄
- 広瀬みさ : かおる
- 真理明美 : ユリ
- 郷えい治 : 加賀
- 二本柳寛 : 笹田
- 藤竜也 : 三鬼武
- 下川辰平 : 赤間
- 富田仲次郎 : 黒田
- 桜井染升 : 大山
- 木島一郎 : 長谷
- 柳瀬志郎 : 佐々木
- 大浜詩郎 : 黒田組組員２
- 小泉郁三郎 : ホテル重役
- 榎木兵衛 : 船長
- 玉川伊佐男 : 増沢
- 名和宏 : 三島

## スタッフ
- 監督 : 江崎実生
- 脚本 : 山崎巌、江崎実生
- 撮影 : 安藤庄平
- 音楽 : 山本直純
- 編集 : 鈴木晄
- 主題歌 : 石原裕次郎 :「ひとりのクラブ」
- 挿入歌 : 黒岩三代子 : 「むかしの二人」

## ロケ地
- 鈴鹿サーキット[4]
- 熱海駅[4]
- 新横浜駅など[4]